# Anomocaridae
Anomocaridae là một họ bọ ba thùy, chứa các chi sau:
- Abharella
- Afghanocare
- Amginia
- Anomocare
- Anomocarina
- Anomocarioides
- Anomocariopsis
- Callaspis
- Chondranomocare
- Dilatalimbus
- Elandaspis
- Eocatuniella
- Forchammeria
- Formosocephalus
- Fuquania
- Glyphanellus
- Glyphaspellus
- Guizhouanomocare
- Hanivella
- Harataspis
- Hunanaspis
- Igarkiella
- lohomia
- Irinia
- Jimanomocare
- Juraspis
- Kokuria
- Kolbinella
- Kotuia
- Leichneyella
- Lomsucaspis
- Longxumenia
- Macrotoxus
- Metanomocare
- Nadiyella
- Palella
- Paracoosia
- Parakotuia
- Paranomocare
- Pjatkovaspellus
- Qinlingia
- Rectifrontinella
- Sachaspis
- Schoriecare
- Schoriella
- Scintilla
- Sivovella
- Usovinurus
- Wutingshania
- Yongwolia